# Keleti-kőfejtő 12. sz. barlang
A Keleti-kőfejtő 12. sz. barlang Budapest III. kerületében, a Duna–Ipoly Nemzeti Parkban lévő Budai Tájvédelmi Körzetben található egyik barlang.

## Leírás
A budai termálkarszt keleti részén, a Mátyás-hegy délkeleti, felhagyott, kétszintes kőfejtőjének a felső szintjén, a bányaudvar keleti, jobb oldalán, 224 méter tengerszint feletti magasságban, öt méter relatív magasságban van a természetes jellegű, de mesterségesen megnyílt, ovális, vízszintes tengelyirányú bejárata. 25 méterre, délkeletre van a beomlott Keleti-kőfejtő 11. sz. barlang. Tektonikus hasadék mentén, a mélyből feltörő hévizek keveredési korróziója miatt keletkezett. A 13 méter hosszú barlang egy vízszintes járatból áll. A könnyen járható, lezáratlan barlang engedéllyel és barlangjáró alapfelszereléssel látogatható.
Előfordul a Keleti-kőfejtő 12. sz. barlang az irodalmában 12. barlang (Kárpát 1985), 12-es barlang (Acheron 1993), 12.sz. barlang (Kárpát 1989), 12.sz. munkahely (Kárpát 1985), Kaolinos-barlang (Acheron 1993), Keleti-kőfejtő 12. sz. barlangja (Leél-Őssy 1995), Mátyás DK-i kőfejtő 12.sz.barlangja (Kárpát 1989), Mátyás-hegy DK.-i kőfejtő 12/b barlang (Kárpát 1985) és Mátyás-hegyi DK-i kőfejtő 12.sz. barlang (Kárpát 1989) neveken is.

## Kutatástörténet
Közelben lakó, idős emberek elmondása alapján sok üreg volt a kőfejtő talpszintjén akkor, amikor működött a kőbánya. A felső bányaudvar falán található sok kis barlang és a sok barlangindikáció, képződmény arra utal, hogy a kőfejtés egy nagy barlangot pusztított el, vagy a nagy barlang felső részét. A ma látható barlangok ennek a nagy barlangnak a maradványai. Az 1943. évi Barlangvilágból megtudható, hogy Bertalan Károly és Albert Béla, a Buda környéki barlangok módszeres feldolgozásának keretében, átkutattak a Mátyás-hegy és a Kecske-hegy kőfejtőiben lévő 14 kis üreget.
Az 1957. évi Földrajzi Értesítőben napvilágot látott, Leél-Őssy Sándor által írt tanulmányban meg vannak említve a mátyás-hegyi nagy kőfejtő üregei, amelyek nummuliteszes mészkőben alakultak ki. A tanulmányban lévő, a Budai-hegység barlangjainak földrajzi elhelyezkedését bemutató helyszínrajzon megfigyelhető a Mátyás-hegy nagy kőfejtőjében található üregek földrajzi elhelyezkedése. (Ezek az üregek a helyszínrajzon a hévizes eredetű barlangokhoz vannak sorolva.) Az 1958-ban kiadott, Budapest természeti képe című könyvben az olvasható, hogy a Mátyás-hegy D-re néző nagy kőfejtőjének falában vannak hévizes eredetű üregek. Az 1961-ben megjelent, Vitéz András és Pap Miklós által szerkesztett, Budapest című könyvben szó van arról, hogy a Mátyás-hegy DK-i oldalában található kőfejtőben üregeket láthat a kiránduló, melyek a Mátyás-hegyi-barlanghoz hasonlóak, de kis méretűek.
Az 1963. évi Karszt- és Barlangkutatási Tájékoztatóban publikált jelentésben meg van említve, hogy a BEAC Barlangkutató Csoport 1962-ben kutatta a Mátyás-hegy K-i kőfejtőjét. A kőfejtő sziklafalán látszik néhány nyílás, melyek közül kettő (jelenlegi állapotuk szerint) barlangnak nevezhető. Kutatásukkal még nem foglalkozott senki. Láng Gábor geológus feltérképezte az üregeket. Jellegzetes gömbfülkék utalnak az üregek hévizes eredetére. Kb. 4 m átmérőjű a legnagyobb. A Barit-barlang feltárásán kívül még két másik helyen is biztató a kutatás.
Az 1964. évi Karszt- és Barlangkutatási Tájékoztatóban szó van arról, hogy a Budapest III. kerületében elhelyezkedő Mátyás-hegy Dunára tekintő kőfejtőjében, 1963-ban találhatók régóta ismert üregmaradványok. Nagyon fel van töltődve a gömbfülkékből és hidrotermális hasadékokból álló üregrendszer. A BEAC Természetjáró Szakosztály Barlangkutató Csoportjának tagjai 1962-től végeznek feltáró munkát a kőfejtő néhány pontján. 1963-ban, kb. 200 órát dolgozva előre tudtak haladni több helyen. Úgy látták, hogy a helyzet biztató, de csak sok munkával érhetnek el eredményt. Tervezték, hogy 1964-ben folytatják a feltáró munkát a kőfejtőben. Elkezdték a hely kőzettani és ásványtani feldolgozását, a terület pontos felmérését, beszintezését és feltérképezését. Minden bizonnyal tavasszal befejezik a térképkészítő munkát.
Az 1966-ban kiadott, Budai-hegység útikalauz című könyvben az van írva, hogy a Mátyás-hegy másik (DK-i) kőfejtőjében (nem a Mátyás-hegyi-barlang kőfejtőjében) is vannak kis barlangüregek. 9 üreg vált ismertté ebben a kőbányában. Az 1972. évi Karszt és Barlangban közölve lett, hogy 1972. április 24-én (a Budapesti Rendőrfőkapitányság kérésére), eltűntek megtalálása miatt, a Barlangi Mentőszolgálat tagjai átvizsgálták a Mátyás-hegy keleti kőfejtőjének üregeit.
Az 1976-ban befejezett, Magyarország barlangleltára című kéziratban nincs említve a barlang. A Vass Imre Barlangkutató Csoport 1978. évi jelentésében az van írva, hogy a csoport több éve végzi a Mátyás-hegyen lévő K-i kőfejtő kutatását és térképezését. A kőfejtő néhány fülkéjét a fiatal csoporttagok 1978-ban megbontották, melynek eredményeként 2–3 m-rel meghosszabbítottak néhány fülkét, de nem értek el jelentős eredményt. Az 1982-ben napvilágot látott, Budai-hegység útikalauz című kiadvány szerint a Mátyás-hegy K-i oldalának kőbányájában vannak hévizes eredetű kis üregek.
Az Acheron Barlangkutató Szakosztály 1983-ban elkezdte kutatni és dokumentálni a kőfejtő üregeit. Kárpátné Fehér Katalin és Kárpát József 1983-ban megszerkesztették a Mátyás-hegy DK-i kőfejtőjének térképét, amelyen nem szerepel a Keleti-kőfejtő 12. sz. barlang. Kárpát József ebben az évben rajzolt egy topográfiai térképet, amelyen látható a Mátyás-hegyi-barlang és a DK-i kőfejtő üregeinek elhelyezkedése. A térképen nincs rajta a barlang. A térképen az üregek újra vannak számozva. Az 1983. évi szakosztályi jelentés szerint a hegy geológiai viszonyai és a területen ismert barlangok, valamint üregek miatt itt valószínűleg a jelenleginél nagyobb üregrendszer van. A kőbánya üregeinek feltárásával lehetőség nyílhat a Mátyás-hegyi-barlangrendszer jobb megismerésére. Év elején, a területen, a szakosztály tagjai rendszeresen végeztek terepbejárásokat. A szakosztály kidolgozta a kőfejtő kutatási tervét. Az általuk ismert és az általuk megtalált szakirodalom alapján nem tudták az üregek neveit és számait beazonosítani. Az 1983. évi MKBT Beszámolóban megjelent egy jelentés a kőbánya kutatásáról és az 1983-ban rajzolt topográfiai térkép.

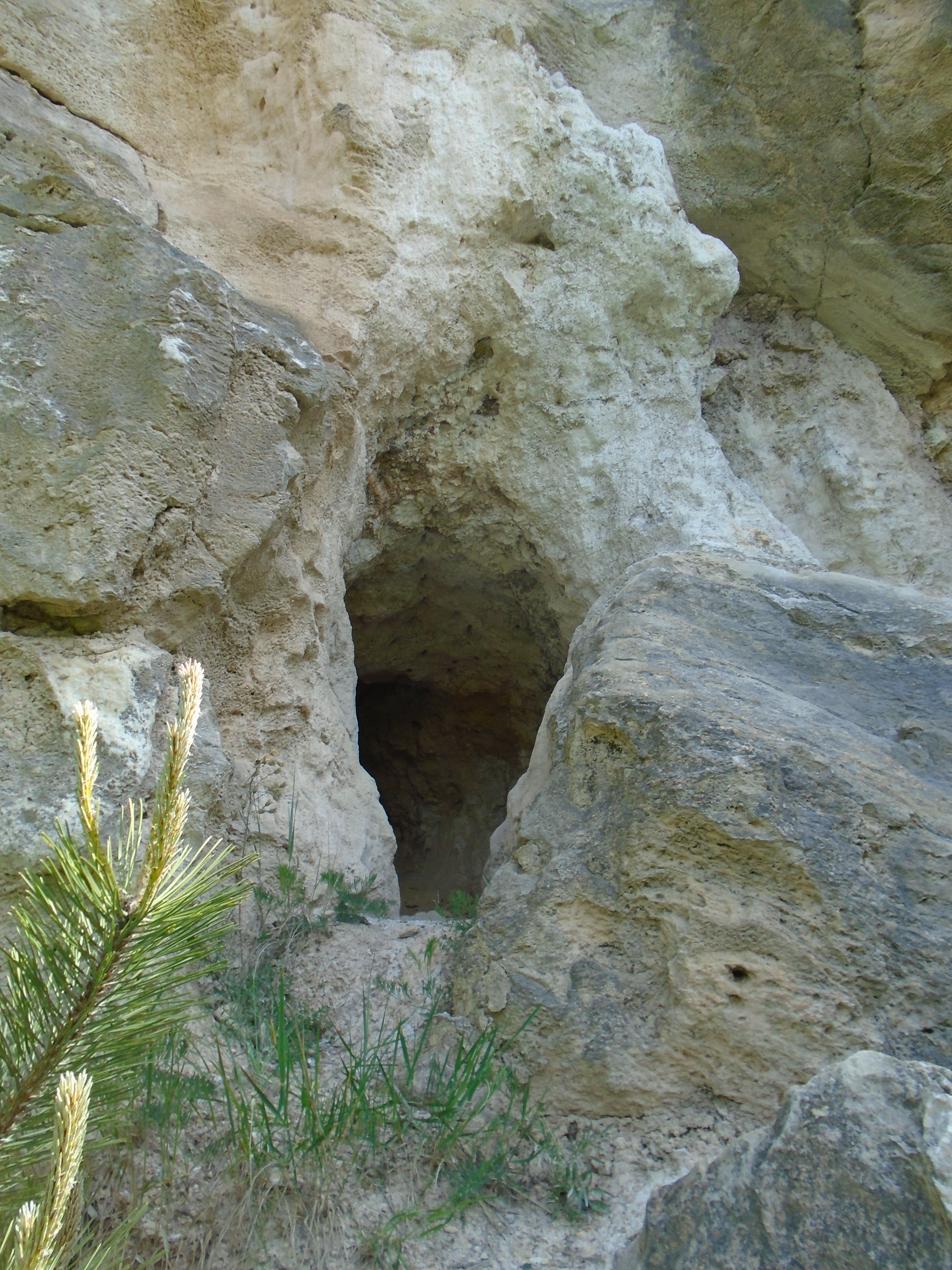
A Keleti-kőfejtő 12. sz. barlang bejárata

Az 1984. évi szakosztályi jelentésben az olvasható, hogy a Mátyás-hegy DK-i, már nem művelt kőfejtőjében van sok, hévizes eredetű üregrendszer, melyek eocén mészkőben és bryozoás márgában alakultak ki. 220–245 m tengerszint feletti magasságban vannak a kőfejtéskor feltárt barlangmaradványok. Ezek (a terület szomszédos barlangrendszereihez hasonlóan) tektonikus előkészítés és mélyből feltörő hévizek keveredési korróziója miatt jöttek létre. Az 1984. évi MKBT Beszámolóban publikálva lett a kőbánya barlangjainak általános leírása és a DK-i kőfejtő 1983-ban készült topográfiai térképe. Az 1984-ben kiadott, Magyarország barlangjai című könyv országos barlanglistájában nem szerepel a barlang.
A szakosztály tagjai 1985-ben folytatták az 1984-ben kezdett dokumentációs munkát a kőfejtőben. Ekkor már feltáró kutatást is végeztek a Keleti-kőfejtő 12. sz. barlangban. Az előző évi vizsgálataik információi alapján választották ki azokat a helyeket, ahol elkezdték a feltáró munkát tavasszal. Az előző évben nem volt regisztrálva a 12-es számot viselő, új munkahelynek számító barlang. Ősszel kezdték a kőfejtőudvarból is jól látható, világos színű, kovás és kaolinos kitöltésanyagú hasadék bontását. A munkával egy oldott falú üreget tártak fel, amely később a Keleti-kőfejtő 12. sz. barlang nevet kapta.
A bedobott kövek messzire gurultak az üregben és ezért remélték, hogy felfedezik az üreg járható folytatását. Vésőgépet használtak a munkához, az áramot aggregát biztosította. A kitöltés kb. 3,5 m után, váratlanul elfogyott. Egy beékelődött nagy kövekkel elzárt, járható méretű hasadékot találtak, melynek mennyezetén nagy méretű, oldott formák voltak. A járat fő iránya megegyezett a Mátyás-hegyi-barlang Mikulás-ágának fő irányával. A hasadék lefelé szűkült, de nem záródott össze. A bedobott kő meglepően hosszú ideig gurult le, és időnként nagy légmozgást figyeltek meg. Az előrejutás nagyon lassan ment, mert hátráltatta a beékelődött nagy kövek eltávolítása. Az év végéig, az összes hétvégén dolgoztak a barlangban, és a D-i repedés mentén, 3 m-t megint sikerült előbbre jutniuk, de továbbra is a nagy kövek szétdarabolása és kihordása akadályozta a gyors feltárást.
Berhidai Tamás 1985 novemberében megrajzolta a barlang alaprajz térképét, hosszmetszet térképét és a barlangbejárat keresztmetszet térképét. Berhidai Tamás 1985 decemberében megszerkesztette a barlang alaprajz térképét és a barlangbejárat keresztmetszet térképét. A térképeken jelölve vannak a jellemző törésirányok. A szakosztály 1985. évi jelentésében az van írva, hogy a kőfejtő K-i részén, 224 m tengerszint feletti magasságban, a Keleti-kőfejtő 11. sz. barlangtól 25 m-re, ÉNy-ra van a Keleti-kőfejtő 12. sz. barlang bejárata. A kéziratba bekerültek a Keleti-kőfejtő 12. sz. barlang Berhidai Tamás által rajzolt térképei, és a barlang kutatásáról szóló beszámoló. A jelentésben látható egy topográfiai térkép, amelyen a Mátyás-hegy DK-i kőfejtője van ábrázolva. A térképen jelölve van ez a munkahely. Kárpát József 1989-ben megszerkesztette a barlang alaprajz térképét és 3 keresztmetszet térképét. A térképek 1:100 méretarányban mutatják be a barlangot. Az alaprajz térképen megfigyelhető a 3 keresztmetszet elhelyezkedése a barlangban. A szakosztály 1989. évi jelentésében az van írva, hogy a szakosztály 1989-ben elkészítette az addig még felméretlen barlang térképét. A jelentésbe bekerültek a barlang térképei.

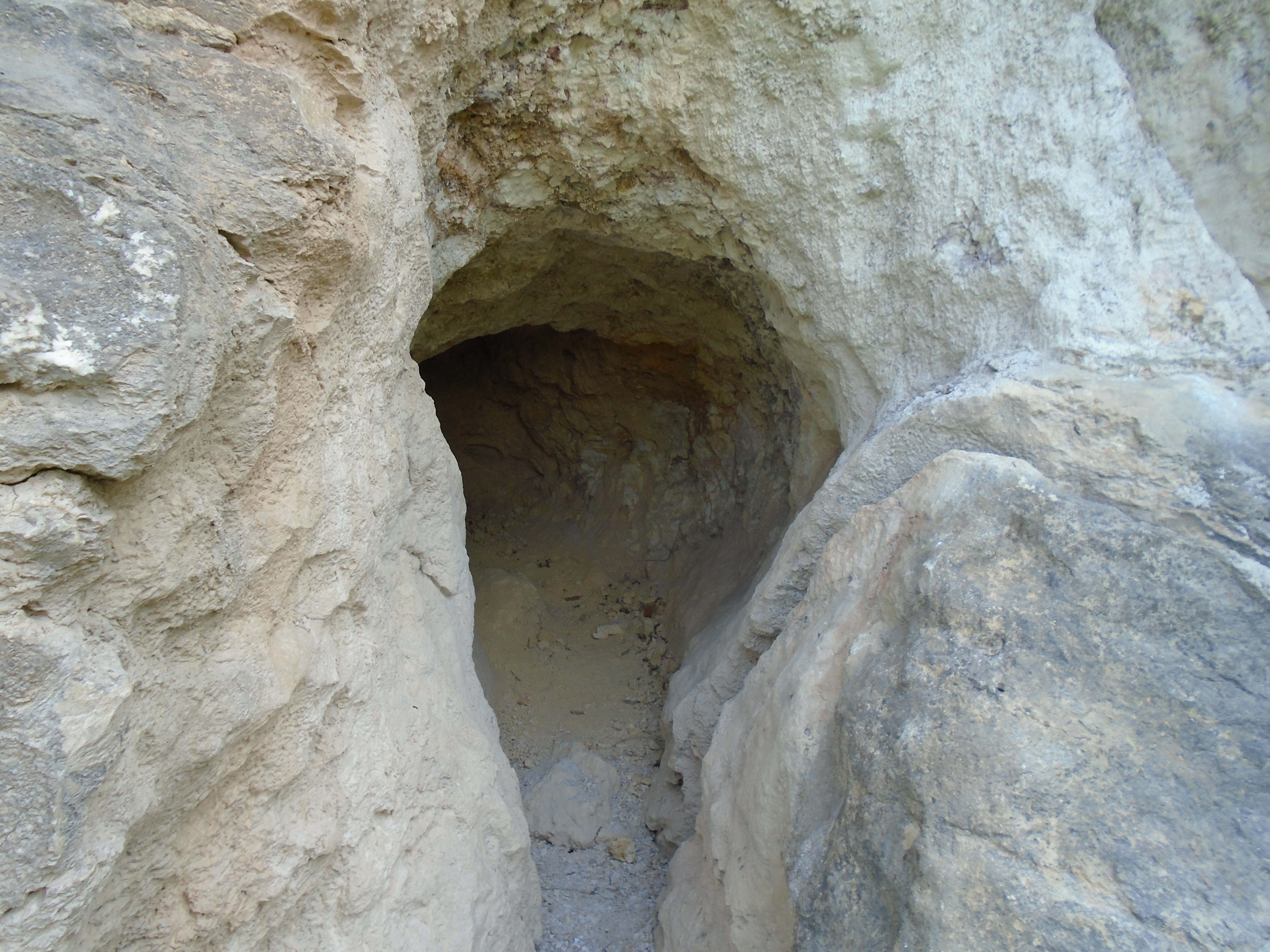
A Keleti-kőfejtő 12. sz. barlang bejárata

A szakosztály 1991. évi jelentésében az van írva, hogy a kőbánya legtöbb barlangjának kutatását akkor lehet folytatni, ha azok biztonságossá vannak téve ácsolással és betonozással. A kis barlangok állapota tovább romlik, mert nem áll módjukban lezárni a barlangokat. A rongálás leginkább a képződményeken látszik. A kőbánya nagyon ígéretes terület, leginkább a Mátyás-hegyi-barlang felé található, feltáratlan területek irányába érdemes kutatni. A szakosztály 1993. évi jelentése szerint a Keleti-kőfejtő 12. sz. barlang 7 m hosszú. A jelentésbe bekerült egy olyan helyszínrajz, amelyen a kőfejtő barlangjainak elhelyezkedése látszik. A helyszínrajzon jelölve van a Keleti-kőfejtő 12. sz. barlang helye.
Az 1995. évi Földtani Közlönyben megjelent tanulmányban az olvasható, hogy 1900 körül, a Pálvölgy környékén a kőbányászat intenzív lett, és emiatt tárták fel a DK-i kőfejtő barlangjait. A kőfejtő üregeinek egy részét a kőbányászat után tárták fel. Kb. 250 m a jelenleg ismert járathossz a kőfejtőben. A lefejtett járathossz nehezen becsülhető meg, de legalább még egyszer ennyi lehetett. A tanulmányban van egy leírás, amely a Keleti-kőfejtő 12. sz. barlangja nevű barlangról szól. A leírás szerint a kőfejtő D-i peremén, 5 m magasan van a barlang ovális bejárata. A barlang egy vízszintes, 10 m hosszú járat. Vésőgéppel bontották ki 1985-ben. A tanulmányhoz mellékelve lett a Rózsadomb és környéke barlangjainak helyszínrajza, illetve a Mátyás-hegyen lévő, K-i kőfejtő barlangjainak helyszínrajza. A két helyszínrajzon jelölve van a Keleti-kőfejtő 12. sz. barlang helye.
A Pagony Barlangkutató Csoport 1995-ben elkészítette a kőfejtő szpeleotopográfiai térképét, amely 1:1000 méretarányban mutatja be a kőfejtőt. A térképen látszik a barlang földrajzi elhelyezkedése, valamint alaprajza. A barlang DK/12 jelzéssel van jelölve a térképen. A csoport 1995. évi jelentésébe bekerült a szpeleotopográfiai térkép. A kéziratban van egy helyszínrajz, amelyen a DK-i kőfejtő fosszíliáinak lelőhelyei vannak feltüntetve. A helyszínrajz 1:1000 méretarányban mutatja be a kőfejtőt. A helyszínrajzon látszik a barlang elhelyezkedése és alaprajza, de fosszília nem került elő belőle. A jelentésbe bekerült egy vegetációtérkép, amelyen látszik a barlang elhelyezkedése és alaprajza.